# Crăciunești (okręg Hunedoara)
Crăciunești – wieś w Rumunii, w okręgu Hunedoara, w gminie Băița. W 2011 roku liczyła 262 mieszkańców.